# 文部科学大臣政務官
文部科学大臣政務官（もんぶかがくだいじんせいむかん、英語: Parliamentary Vice-Minister for Education, Culture, Sports, Science and Technology）は、日本の文部科学省を担当する大臣政務官である。

## 概要
2001年1月6日、中央省庁再編にともない文部省と科学技術庁が文部科学省に統合され、それと同時に文部科学大臣政務官が新設された。定数は2名である。

## 歴代大臣政務官
| 文部科学大臣政務官（文部科学省） | 文部科学大臣政務官（文部科学省） | 文部科学大臣政務官（文部科学省） | 文部科学大臣政務官（文部科学省） | 文部科学大臣政務官（文部科学省） |
| 内閣                             | 内閣                             | 氏名                             | 氏名                             | 期間                             |
| -------------------------------- | -------------------------------- | -------------------------------- | -------------------------------- | -------------------------------- |
| 第2次森内閣                      | 改造内閣 （中央省庁再編後）      | 池坊保子                         | 水島裕                           | 2001年1月6日 - 2001年4月26日     |
| 第1次小泉内閣                    | 第1次小泉内閣                    | 池坊保子                         | 水島裕                           | 2001年5月7日 - 2001年9月21日     |
| 第1次小泉内閣                    | 第1次小泉内閣                    | 池坊保子                         | 加納時男                         | 2001年9月21日 - 2002年9月30日    |
|                                  | 第1次改造内閣                    | 池坊保子                         | 大野松茂                         | 2002年10月4日 - 2003年9月22日    |
|                                  | 第2次改造内閣                    | 田村憲久                         | 馳浩                             | 2003年9月25日 - 2003年11月19日   |
| 第2次小泉内閣                    | 第2次小泉内閣                    | 田村憲久                         | 馳浩                             | 2003年11月20日 - 2004年9月27日   |
|                                  | 改造内閣                         | 下村博文                         | 小泉顕雄                         | 2004年9月30日 - 2005年9月21日    |
| 第3次小泉内閣                    | 第3次小泉内閣                    | 下村博文                         | 小泉顕雄                         | 2005年9月22日 - 2005年10月31日   |
|                                  | 改造内閣                         | 吉野正芳                         | 有村治子                         | 2005年11月2日 - 2006年9月26日    |
| 第1次安倍内閣                    | 第1次安倍内閣                    | 小渕優子                         | 水落敏栄                         | 2006年9月27日 - 2007年8月27日    |
|                                  | 改造内閣                         | 原田令嗣                         | 保坂武                           | 2007年8月29日 - 2007年9月26日    |
| 福田康夫内閣                     | 福田康夫内閣                     | 原田令嗣                         | 保坂武                           | 2007年9月27日 - 2008年8月2日     |
|                                  | 改造内閣                         | 萩生田光一                       | 浮島とも子                       | 2008年8月6日 - 2008年9月24日     |
| 麻生内閣                         | 麻生内閣                         | 萩生田光一                       | 浮島とも子                       | 2008年9月29日 - 2009年9月16日    |
| 鳩山由紀夫内閣                   | 鳩山由紀夫内閣                   | 後藤斎                           | 高井美穂                         | 2009年9月18日 - 2010年6月8日     |
| 菅直人内閣                       | 菅直人内閣                       | 後藤斎                           | 高井美穂                         | 2010年6月9日 - 2010年9月17日     |
|                                  | 第1次改造内閣                    | 笠浩史                           | 林久美子                         | 2010年9月21日 - 2011年1月14日    |
|                                  | 第2次改造内閣                    | 笠浩史                           | 林久美子                         | 2011年1月18日 - 2011年9月2日     |
| 野田内閣                         | 野田内閣                         | 城井崇                           | 神本美恵子                       | 2011年9月5日 - 2012年1月13日     |
|                                  | 改造内閣                         | 城井崇                           | 神本美恵子                       | 2012年1月13日 - 2012年10月1日    |
|                                  | 第3次改造内閣                    | 村井宗明                         | 那谷屋正義                       | 2012年10月1日 - 2012年12月26日   |
| 第2次安倍内閣                    | 第2次安倍内閣                    | 丹羽秀樹                         | 義家弘介                         | 2012年12月26日 - 2013年9月30日   |
| 第2次安倍内閣                    | 第2次安倍内閣                    | 冨岡勉                           | 上野通子                         | 2013年9月30日 - 2014年9月3日     |
|                                  | 改造内閣                         | 赤池誠章                         | 山本朋広                         | 2014年9月4日 - 2014年12月24日    |
| 第3次安倍内閣                    | 第3次安倍内閣                    | 赤池誠章                         | 山本朋広                         | 2014年12月25日 - 2015年10月9日   |
|                                  | 第1次改造内閣                    | 堂故茂                           | 豊田真由子                       | 2015年10月9日 - 2016年8月5日     |
|                                  | 第2次改造内閣                    | 樋口尚也                         | 田野瀬太道                       | 2016年8月5日 - 2017年8月7日      |
|                                  | 第3次改造内閣                    | 宮川典子                         | 新妻秀規                         | 2017年8月7日 - 2017年11月2日     |
| 第4次安倍内閣                    | 第4次安倍内閣                    | 宮川典子                         | 新妻秀規                         | 2017年11月2日 - 2018年10月2日    |
|                                  | 第1次改造内閣                    | 中村裕之                         | 白須賀貴樹                       | 2018年10月4日 - 2019年9月13日    |
|                                  | 第2次改造内閣                    | 佐々木さやか                     | 青山周平                         | 2019年9月13日 - 2020年9月18日    |
| 菅義偉内閣                       | 菅義偉内閣                       | 鰐淵洋子                         | 三谷英弘                         | 2020年9月18日 - 2021年10月6日    |
| 第1次岸田内閣                    | 第1次岸田内閣                    | 鰐淵洋子                         | 高橋はるみ                       | 2021年10月6日 - 2021年11月11日   |
| 第2次岸田内閣                    | 第2次岸田内閣                    | 鰐淵洋子                         | 高橋はるみ                       | 2021年11月11日 - 2022年8月12日   |
|                                  | 第1次改造内閣                    | 伊藤孝江                         | 山本左近                         | 2022年8月12日 - 2023年9月15日    |
|                                  | 第2次改造内閣                    | 安江伸夫                         | 山田太郎                         | 2023年9月15日 - 2023年10月26日   |
| 本田顕子                         | 第2次改造内閣                    | 安江伸夫                         | 2023年10月26日 - 2024年10月3日   |                                  |
| 本田顕子                         | 第1次石破内閣                    | 第1次石破内閣                    | 金城泰邦                         | 2024年10月3日 - 2024年11月13日   |
| 第2次石破内閣                    | 第2次石破内閣                    | 赤松健                           | 金城泰邦                         | 2024年11月13日 -                 |